# 救済の技法
『救済の技法』（きゅうさいのぎほう）は、日本のシンガーソングライター平沢進の7枚目のアルバム。「BANGKOK録音3部作」3作目。1998年8月21日に日本コロムビアより発売された。米国「Rate Your Music」の『史上最高の日本の音楽アルバム』にて8位であり、海外の音楽リスナーから高い評価を得ている。
また、2009年3月18日にはデジタルリマスタリングされた上、シングル「BERSERK-Forces-」の収録の合計4曲が追加されて発売された。独自のボーナストラックを加えたアナログ盤が2021年11月27日に発売された。

## 解説
「BANGKOK録音3部作」の3作目に該当する、ニューラル・ネットワークにより統合された“全き人々”の世界の崩壊と“庭師KING”による救済を描くコンセプト・アルバム。P-MODELのアルバム「SCUBA」より続いている「全き人格の回復」がテーマとなっており、1998年リリースの今作から会場とインターネット上の「在宅オーディエンス」の同時参加型『インタラクティブ・ライブ』を前提としてストーリーが組まれている。20世紀の平沢進ソロ最高傑作との呼び声も高く、2007年以降のノン・インタラクティブライブでも今作の曲が多数歌われている。

## 収録曲
1. TOWN-0 PHASE-5
書籍『音楽産業廃棄物』初版の付録に、P-MODEL改訂期のバーチャルドラマー「TAINACO」を制作した大和久勝によるPVが収録されており、平沢の指示で脚の生えた巨大なモニターテレビが街中(一部は札幌市内の風景)を練り歩くというものに仕上がっている[9]。PVで度々札幌の街並みが登場するのは、MVを作った当時、大和久が札幌のゲーム会社で会社員をしていた為でもある[10]。このモニターテレビのついた乗り物の登場するPVは「論理空軍」、「RIDE THE BLUE LIMBO」にも引き継がれている。
ロボットの部品にはTAINACO-2の部品が再度利用されており、PVの二足歩行ロボットからは信号である「Yin Ya-.」という音声情報が発信されている（一体何を意味するのかは不明である）[11][12]。画面上の男は概念上の技法を用い、部屋に居ながらにして世界中を旅する事が可能となっている[13][14]。大和久勝のPV制作記録レポート名は「救済機械観測報告書」となっているが、大和久本人はPVの二足歩行ロボットを「インヤ―ロボ」と呼んでいる。
現在でもライブの人気ナンバーの一つで、特にPHONONシリーズでは毎回演奏されている。
2. MOON TIME
宮村優子に提供した曲「MOON」のセルフカバー。
MOTHER、Ruktun or Dieと違い原曲と同じキーで歌われており、平沢の曲の中でも特にキーが高い。また原曲とは歌詞が若干異なり男性口調に直されている。
3. 庭師KING - GARDENER KING
2001年にアルバム「Solar Ray」で「庭師KING2」としてセルフカバーされる。同作収録曲では珍しく、近年のライブでも原曲の方が頻繁に演奏されている。
2012年のライブ「PHONON2555」では大きくリアレンジされた。このバージョンは「導入のマジック」でも聴くことができる。
2016年、ヒカシューのライブイベント「ヒカシューの絶景クリスマス」では、ヒカシューの演奏、巻上公一と平沢の歌唱で演奏された[15]。
4. GHOST BRIDGE
5. ナーシサス次元から来た人 - THE MAN FROM NARCISSUS SPACE
サビがソプラノで歌われている。以降平沢やP-MODELの作品でもソプラノパートが登場する。
6. 万象の奇夜 - STRANGE NIGHT OF THE OMNIFICENCE
7. MOTHER
宮村優子に提供した曲のセルフカバー。原曲よりスローテンポでピッチも下がっている他若干歌詞が異なっており、「MOON」同様男性口調に直されている。
2010年にアルバム「変弦自在」でセルフカバーされる。
ユング心理学における「グレート・マザー」をテーマの一つとしている[16]。
アーティストの米津玄師がインターネット上での活動開始前に強い影響を受けており、米津は自身の「人生を変えた一曲」として選択している[17]。
8. 橋大工 - BRIDGE BUILDER
9. 救済の技法 - TECHNIQUE OF RELIEF
コーラスを多重録音し加工した、平沢曰く「バカコーラス」が大々的にフィーチャーされている。
10. WORLD CELL

下記4曲はHQCD版のみ収録。
1. BERSERK -Forces-
2. BERSERK -Forces-(GOD HAND MIX)
3. BERSERK -Forces-(オリジナル・カラオケ) - (Original Karaoke)
4. BERSERK -Forces-(TV version)

## アナログ盤収録曲

### SIDE A
01. TOWN-0 PHASE-5
02. MOON TIME
03. 庭師KING

### SIDE B
01. GHOST BRIDGE
02. ナーシサス次元から来た人
03. 万象の奇夜

### SIDE C
01. MOTHER
02. 橋大工
03. 救済の技法
04. WORLD CELL

### SIDE D -Bonus Tracks-
01. BERSERK -Forces-
02. BERSERK -Forces-（god hand mix）
03. BERSERK -Forces-（instrumental）
04. BERSERK -Forces-（TV version）

## 参加ミュージシャン
- Susumu Hirasawa - ボーカル、ギター、シンセサイザー
- Mari Furusato - ボーカル (Track 2)
- Keiju Nakajima - スマトラ・マジック・ホーン (Track 7)

## 評価
アルバムの発売当時、漫画家の山岸凉子、三浦建太郎、声優の宮村優子、アニメ映画監督の今敏らがアルバムの宣伝ポスターに寄稿していた。今敏は「これまでのアルバムの中でも傑出した出来上がりではないかと思います。じゃあだからといって傑出してないアルバムは一つも無いとも思うほど、平沢師匠のアルバムはどれも素晴らしいのですが。」とアルバムの完成度を自身のブログにて評している。
ミュージシャンの米津玄師は、アルバム収録曲の「MOTHER」が「人生を変えた一曲」であると答えており、「本当に聴いた事ないような新しい音楽なんだけども、どこかに懐かしさ、郷愁感を宿している。そこには何か普遍的な何かがあると思った」としている。
米国「Rate Your Music」の『史上最高の日本の音楽アルバム』にて8位であり、海外の音楽リスナーからも高い評価を得ている。